# جورجیو اسکالوینی
جورجیو اسکالوینی (انگلیسی: Giorgio Scalvini؛ زادهٔ ۱۱ دسامبر ۲۰۰۳) بازیکن فوتبال است.
وی همچنین در تیم‌های ملی فوتبال زیر ۱۵ سال ایتالیا، زیر ۱۶ سال ایتالیا، زیر ۱۷ سال ایتالیا، زیر ۱۹ سال ایتالیا، و زیر ۲۱ سال ایتالیا بازی کرده‌است.